# Willi Worpitzky
Willi Worpitzky (25 d'agost de 1886 - 10 d'octubre de 1953) fou un futbolista alemany de la dècada de 1910.
Fou 9 cops internacional amb la selecció alemanya amb la qual participà en els Jocs Olímpics d'Estiu de 1912.
Pel que fa a clubs, defensà els colors de Viktoria 89 Berlin.